# Sophie Elisabeth zu Mecklenburg

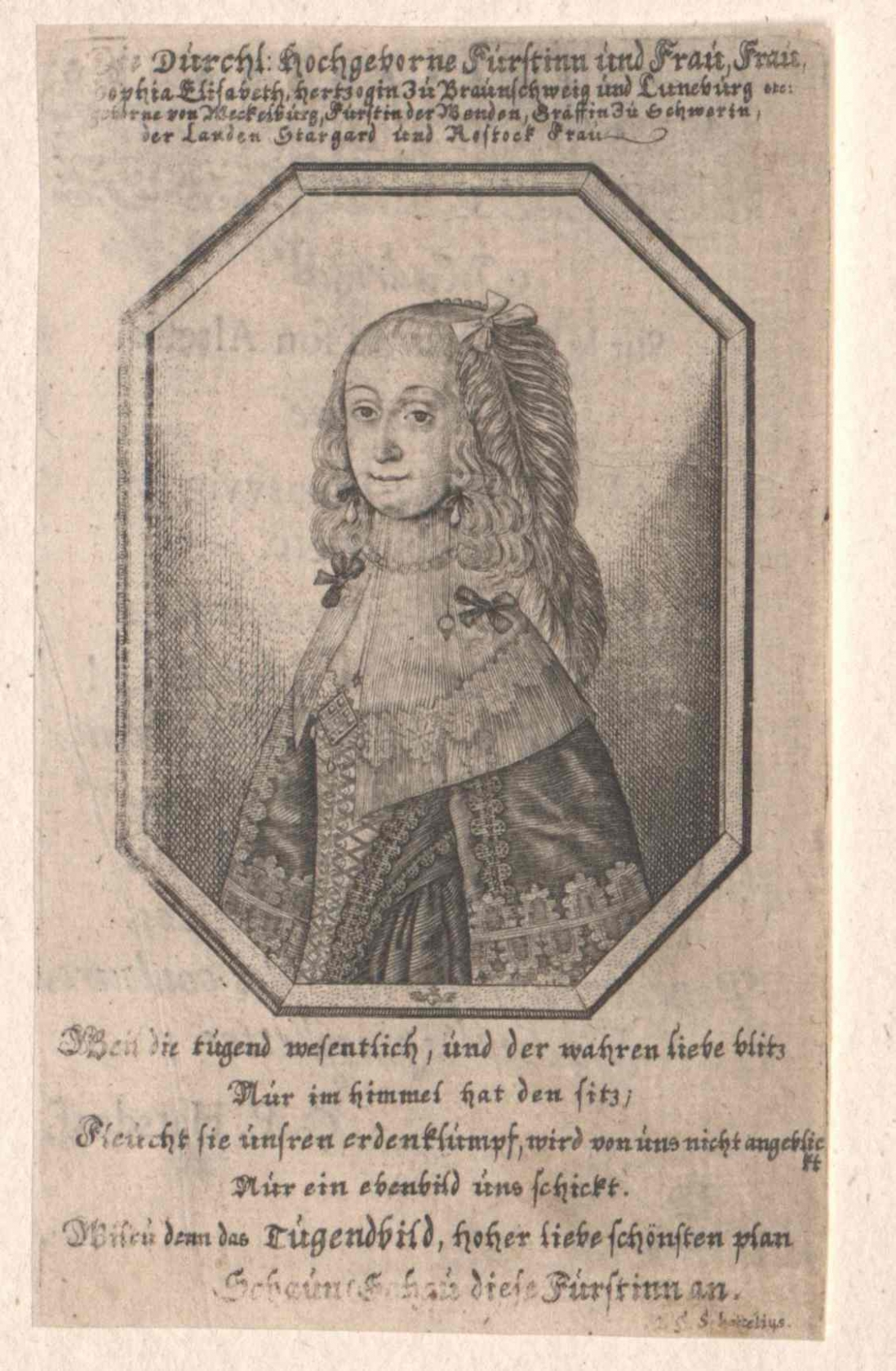
Herzogin Sophie Elisabeth. Stich von Conrad Buno

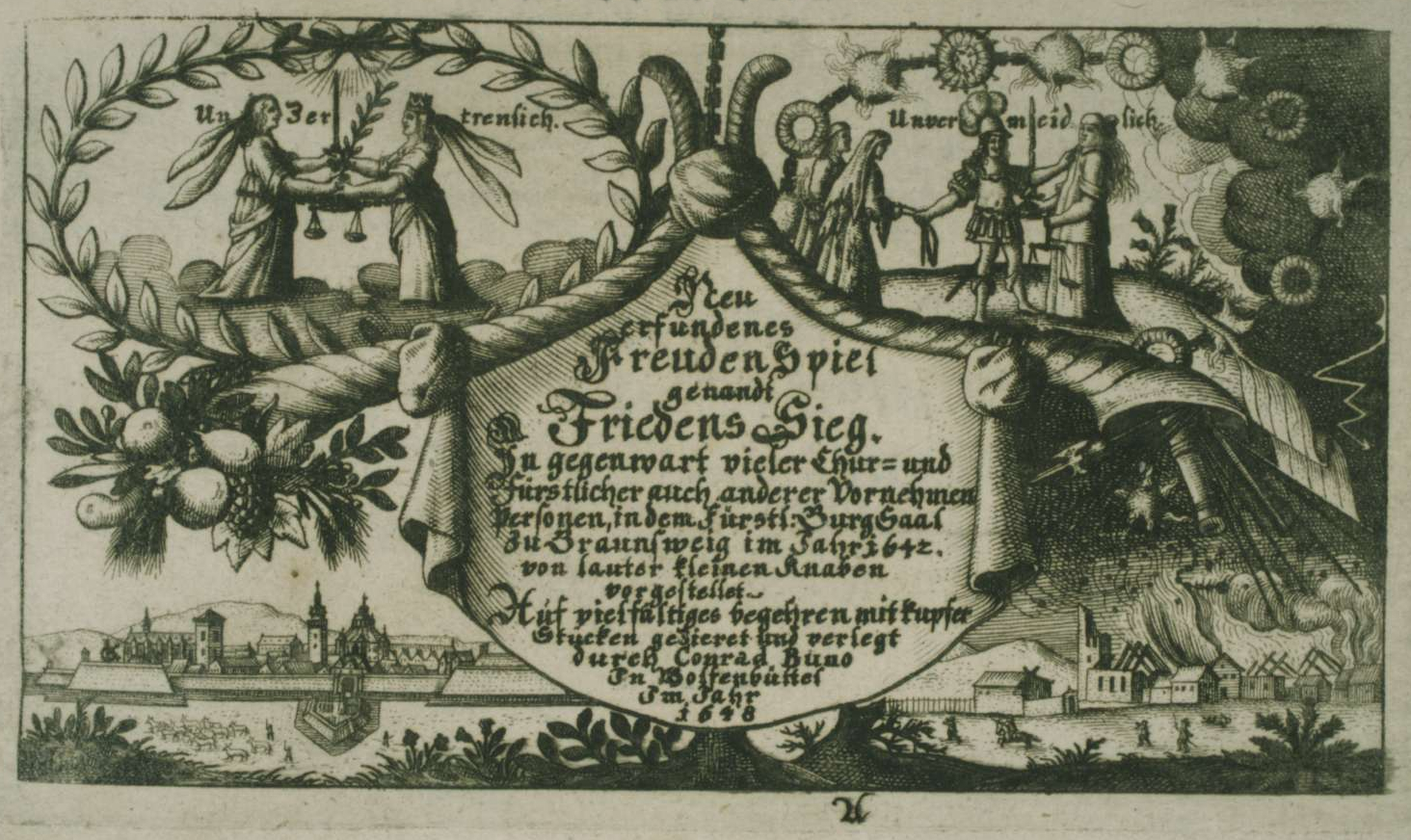
Sophie Elisabeth: Frühestes erhaltenes Musik-theatralisches Werk in Deutschland (1642, gedruckt 1648). Herzog August Bibliothek Wolfenbüttel

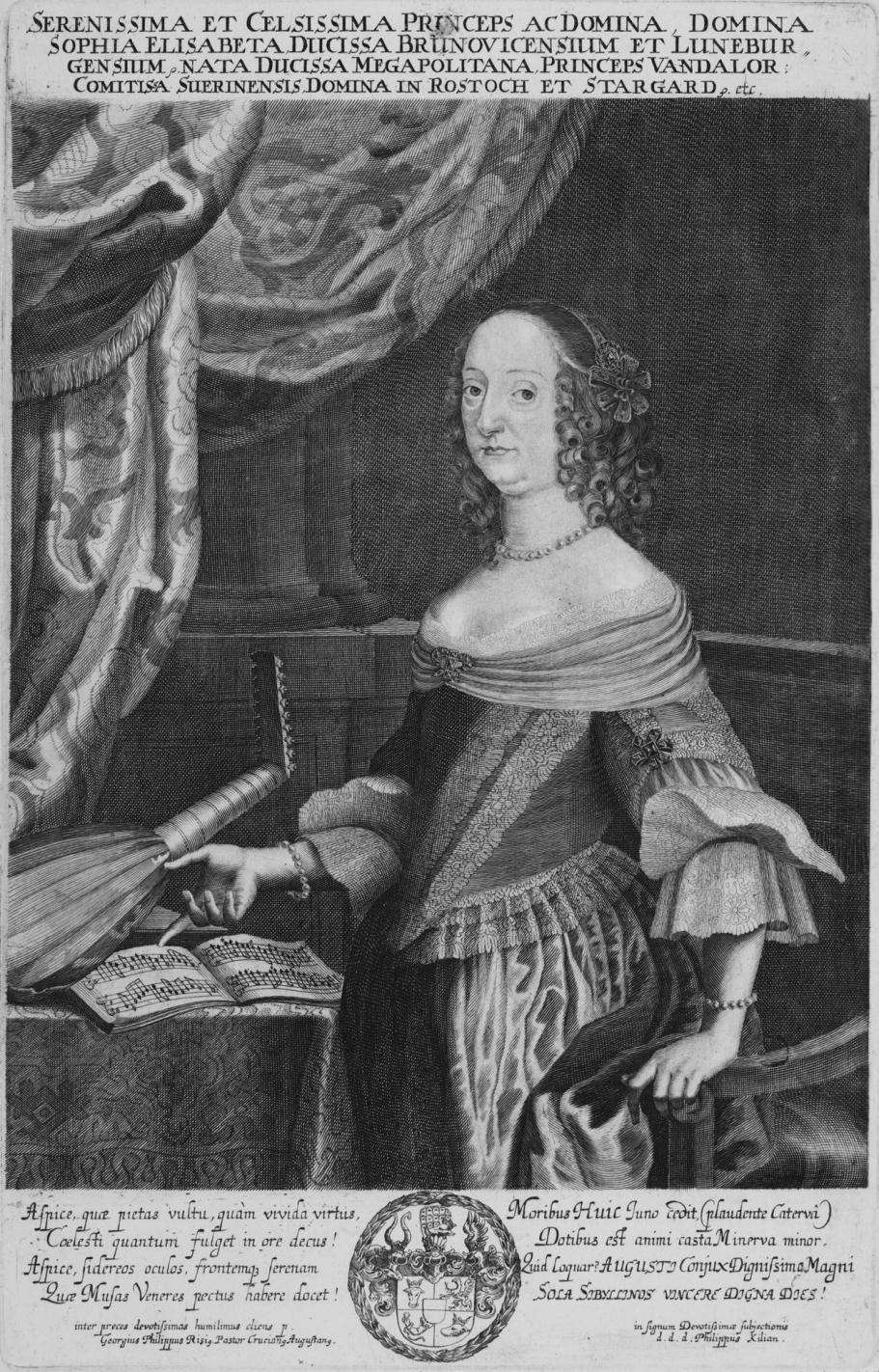
Herzogin Sophie Elisabeth mit Laute und aufgeschlagenem Notenbuch. Zeitgenössischer Kupferstich

Sophie Elisabeth, Herzogin zu Mecklenburg [-Güstrow] (* 20. August 1613 in Güstrow; † 2. Juli 1676 in Lüchow) war eine Tochter von Herzog Johann Albrecht II. zu Mecklenburg [-Güstrow] (* 5. Mai 1590; † 23. April 1636). Durch Heirat wurde sie Herzogin zu Braunschweig und Lüneburg sowie Fürstin von Braunschweig-Wolfenbüttel.

## Leben
Herzogin Sophie Elisabeth wird der 17. Generation des mecklenburgischen Fürstenhauses zugerechnet und entstammte der Linie des Teilherzogtums Güstrow. Sie war sehr musikalisch und bekam ihre künstlerische Ausbildung am Hof ihres Vaters, an dem der englische Komponist und Gambenvirtuose William Brade angestellt war. Auch sprachlich und intellektuell war sie gut ausgebildet, um ihre Repräsentationsaufgaben am Hof des Fürsten wahrnehmen zu können.
Sophie Elisabeth heiratete im Jahre 1635 August den Jüngeren, Herzog zu Braunschweig-Lüneburg, Fürst von Braunschweig-Wolfenbüttel, der im selben Jahr den Thron bestieg. Sie war im Alter von 21 Jahren die dritte Frau des 56-jährigen und gebar ihm drei weitere Kinder:
- Ferdinand Albrecht I. (* 22. Mai 1636; † 23. April 1687)
- Maria Elisabeth (* 7. Januar 1638; † 15. Februar 1687) – 1663 verheiratet mit Adolf Wilhelm II. (* 15. Mai 1632; † 21. November 1668), Herzog von Sachsen-Eisenach; in zweiter Ehe 1676 Albrecht von Sachsen-Coburg (* 24. Mai 1648; † 6. August 1699)
- Christoph Franz (* 1. August 1639; † 8. Dezember 1639)

Im Jahre 1638 machte sie Bekanntschaft mit Heinrich Schütz in Dresden, dessen Schülerin sie wurde. Ferner pflegte sie Kontakt zu Georg Philipp Harsdörffer in Nürnberg und beteiligte sich mit ihrem Mann an der Fruchtbringenden Gesellschaft. Auch um die Erziehung der in die Ehe eingebrachten Söhne und Töchter des „Friedensfürsten“ machte sie sich verdient und vermittelte ihren Stiefkindern Anton Ulrich, Sibylle Ursula und Clara Augusta sowie dem eigenen Sohn Ferdinand Albrecht den Sprachgelehrten Justus Georg Schottelius als Privatlehrer. Sigmund von Birken wirkte ein Jahr lang als Erzieher und blieb später ein Berater der Fürstenfamilie.
Sie selbst trug Bedeutendes innerhalb der kulturell angeregten Atmosphäre des Fürstenhofes bei: Sie komponierte barocke Singspiele und regte Gemeinschaftsdichtungen an, schrieb Erbauungsliteratur, Gedichte, diverse Dramen und Librettos sowie höfische Maskeraden, die als Handschriften überliefert sind. Aus dem französischen Erfolgsroman L'Astrée von Honoré d’Urfé löste sie einen Erzählstrang heraus und übersetzte ihn (frei) als Roman Die histori der Dorinde, mit dem sie die gesellschaftlichen Formen bei Hofe verfeinerte.
1642 komponierte sie anlässlich des wenige Jahre zuvor geschlossenen Separatfriedens zwischen Österreich und Mecklenburg ein „Neuerfundenes Freudenspiel, genannt Friedenssieg“, welches gemeinsam mit Sigmund Theophil Stadens „Seelewig“ (1644, Text: Harsdörffer) zu den ältesten erhaltenen deutschen Musiktheaterstücken gezählt wird. Ab 1648 lag die Gestaltung der höfischen Feste in ihrer Hand, wobei sie das Wolfenbütteler Hoftheater zu einem kulturellen Zentrum ausbaute. Vor ausgewähltem Publikum des Hofes traten hauptsächlich herzogliche Familienmitglieder und Verwandte dort auf.
Insbesondere in Fragen der Staatspolitik gab die Fürstin auf der Bühne öffentlich Zeugnis ihrer Gesinnung, so 1656 durch die Publizierung ihres Dramas Ein Frewdenspiell von dem itzigen betrieglichen Zustande in der Welt. Darin wird einem guten und tugendhaften Fürsten ein rücksichtsloser und verderbter Fürst als Gegenspieler gegenübergestellt, denen beiden die Untertanen der jeweiligen Staatstheorie zum Guten und Bösen hin folgen. Der absolute Fürst wird in diesem und anderen Stücken als Landesherr legitimiert, jedoch soll er als Vorbild dienen.
Sophie Elisabeths Grab ist in der Marienkirche Wolfenbüttel.